# اورویل
اورویل (انگلیسی: The Orville) یک سریال تلویزیونی کمدی و رادیویی است که فصل اول آن از 10 سپتامبر 2017 و از شبکه  Fox شروع به پخش کرد.

## خلاصه سریال
داستان در 400 سال آینده و در سفینه اکتشافی اورویل رخ میدهد خدمه‌ی این کشتی فضایی که هم انسان و هم موجودات بیگانه هستند ، همواره در حال مواجه شدن با شگفتی‌ها و خطرات فضا هستند. در این بین مشکلات زندگی روزمره‌ی آن‌ها نیز به تصویر کشیده می‌شود و...